# Thierry Secretan
 (octobre 2021).
Thierry Secretan est un photographe et réalisateur français né le 10 juin 1955 à Paris.

## Biographie
Après avoir intégré l'agence Gamma en 1979, il contribue la même année au lancement du magazine Actuel (magazine).
En août 1980, il couvre la grève du chantier Lénine à Gdańsk puis la création du syndicat Solidarność. Très proche de Lech Wałęsa, il organise le déplacement interdit du leader syndical à Varsovie pour sa première rencontre avec le cardinal Wichinsky.
L'Afrique devient ensuite, pendant plus de vingt ans, son espace de prédilection. Sa passion pour le Ghana l'amène à s'y installer avec sa famille de 1989 à 1992, période pendant laquelle il effectue un important travail photographique et cinématographique sur l'évolution des rites funéraires (en particulier autour du travail de l'atelier Kane Kwei). Ce travail a fait l'objet de publications et d'expositions dans de nombreux pays.
C'est au Ghana que Thierry Secretan réalise son premier film documentaire en 1983. Au début des années 1990, Jean Rouch présente et projette les films de Thierry Secretan au Musée de l'Homme à Paris.
Après des années d'activité photographique et cinématographique indépendante, il est nommé rédacteur en chef de l'agence Sygma en 1997. Ce retour dans l'univers du photo journalisme est bref. Dès 1998, il retourne en Afrique du Sud où il bénéficie du soutien de Nelson Mandela pour diriger la sauvegarde du fonds photographique Alfred Martin Duggan-Cronin (en). Ce projet aboutit en 2001 à l'exposition Coumpound to Kraal qui a lieu à Johannesbourg et dont Thierry Secretan et le photographe sud-africain Santu Mofokeng sont les commissaires.
À partir de 2004, Thierry Secretan photographie des paysages au dépouillement absolu, en Terre de Feu et aux Açores ; une recherche d’ordre sensoriel qu'il réalise depuis son voilier. Les images de ce travail sont régulièrement exposées.
En 2010, Thierry Secretan photographie les lieux où son arrière grand-père Victor Rey et son grand père Robert Rey ont combattu ensemble pendant la Première Guerre mondiale, à Verdun, dans la Somme, au Chemin des Dames, en Lorraine et en Alsace. Ce travail a été publié aux éditions de La Martinière en 2012 et porté à la scène par Patrick Pineau en 2014 au Grand T à Nantes.
Depuis 2017 il est directeur News et Média de la société de marquage numérique Imatag dont les principaux clients sont les agences AFP, Reuters, Abaca, etc.
Actuellement, Thierry Secretan continue ses activités photographiques en documentant la rencontre du vent, du sel et de la mer modelant le littoral dans le delta du puissant Rhône.

## Analyse de l'œuvre
Le travail de Thierry Secretan sur l'Afrique consacre la créativité de ce continent plutôt que ses conflits[réf. nécessaire], photographiant et filmant nombre d'artistes, de peintres et de musiciens.

## Reportages
Ses reportages et ses enquêtes à caractère historique ont été publiés dans Le Monde, Stern, Newsweek, GEO, The Independent, Libération, The New York Times Magazine, VSD, Le Figaro Magazine, The Daily Telegraph, Drum, etc.

## Expositions
2024
- L’Empreinte de la Baleine. Festival Photo du Guilvinec L’Homme et la Mer
- L’Empreinte de la Baleine. Chapelle des Capucins. Aigues-Mortes

2023:
- Toro. Galerie Sinibaldi, Arles (exposition collective)

2022
- Fela, révolution afro-beat, Cité de la Musique, Philharmonie de Paris (exposition collective)

2013
- Un monde intact, galerie LWS, Paris
- Le rire, l'horreur et la mort, musée du quai Branly, Les cercueils de Monsieur Kane Kwei, Paris (exposition collective)

2012
- The same but different, galerie LWS, Paris (exposition collective)

2011
- Vivir sin dormir, institut culturel français de Valence, Espagne

2010
- Œuvres choisies, série Açores, galerie PHOTO4, Paris
- Fabuleux Cercueils du Ghana et d'Angleterre, musée de la Citadelle, Besançon

2009
- Il fait sombre, va-t'en, festival Automne en Normandie, Musée d'Évreux, Évreux
- Mort glorieuse au Ghana, Librairie Visions, rue des Beaux-Arts, dans le cadre du festival Parcours des Mondes, Paris

2008
- L'Empreinte du cachalot, Mois de la photo 2008, Le Set de la Butte, Paris
- Nuit de la photographie contemporaine, Foire Saint-Germain, Paris

2006
- Nuit de l'année, Rencontres d'Arles 2006, Arles

2001
- For Ever Life Afrika, FNAC Italie, Paris (exposition collective)
- Coumpund to Kraal, The Workers' library, Johannesburg, Afrique du Sud

1997
- Wie das Leben, so der Sarg, Ifa-Galerie, Stuttgart, Allemagne

1994
- A Life Well Lived, Gallery of Art, Université du Missouri-Kansas City, États-Unis